# Dentex dentex

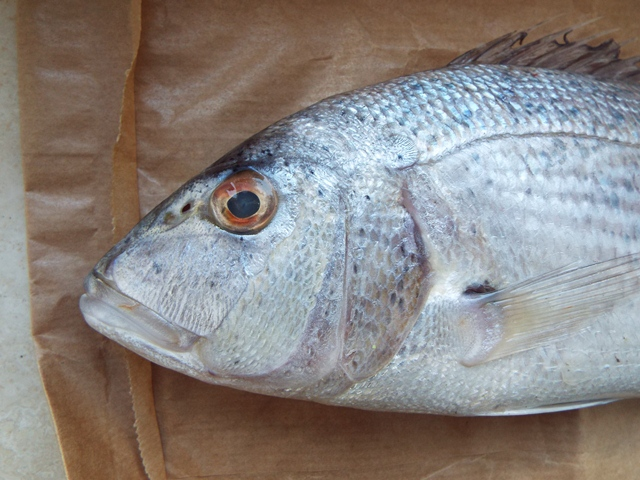
Particolare della testa

Il dentice (Dentex dentex Linnaeus, 1758) è un pesce osseo marino appartenente alla famiglia Sparidae.

## Etimologia
Il nome specifico dentex, introdotto da Linneo, deriva dai grossi denti (in latino dentēs). Il nome generico Dentex, separato da Sparus, fu introdotto da Achille Valenciennes.

## Distribuzione e habitat
L'areale della specie comprende il mar Mediterraneo e l'oceano Atlantico orientale, dalle isole britanniche (rarissimo) alla Mauritania; occasionalmente si può spingere sino al Senegal. Si trova anche alle isole Canarie e a Madera. È rarissimo nel mar Nero.
Vive su fondali rocciosi, specie in corrispondenza di secche o punte, di solito fra 15 e 50 metri di profondità, talvolta fra 0 e 200 metri. I giovani sono più costieri e si trovano talvolta in acque basse su fondi molli e nelle praterie di Posidonia oceanica. In inverno raggiungono fondali più profondi.

## Descrizione
Il dentice ha corpo ovale, compresso lateralmente; il muso è abbastanza lungo e decisamente appuntito, con fronte diritta che può diventare gibbosa nei grandi adulti. La bocca è armata di quattro robusti denti caniniformi su ogni mascella. L'occhio è relativamente piccolo e posizionato in alto. Il muso, la fronte e lo spazio fra gli occhi sono privi di scaglie. La linea laterale è ben visibile e segue il profilo dorsale del pesce.
È presente un'unica pinna dorsale con 11-12 raggi spiniformi, dei quali i primi due più brevi, e lo stesso numero di raggi molli. La pinna anale è abbastanza breve, con tre raggi spinosi e da 7 a 9 molli. La pinna caudale è biloba, ampia e robusta, con lobi appuntiti.
Le pinne pettorali sono grandi e appuntite, di poco più lunghe delle pinne ventrali.
Gli esemplari giovani hanno colore azzurrognolo con toni brunastri e fianchi argentati, con alcune larghe fasce verticali più scure, non sempre evidenti. La colorazione dell'adulto è grigio-azzurra sul dorso e argentea sui fianchi, con lati del muso dorati; il corpo è cosparso di punti blu intenso e neri che spariscono alla morte dell'animale. Le pinne dorsale, caudale e pettorali sono rosate, e una macchia scura è presente all'estremità della dorsale. Le pinne ventrali e l'anale sono giallastre.
Dentex dentex può arrivare a pesare fino a 12-17 kg per un metro di lunghezza. La lunghezza comune è di circa 50 cm.

## Biologia
Sembra che possa vivere fino a 20 anni.

### Comportamento
Gli esemplari adulti fanno vita solitaria o di coppia, mentre i giovani sono gregari. È un animale molto diffidente.

### Alimentazione
Predatore, si nutre di altri pesci e di molluschi cefalopodi.

### Riproduzione
La riproduzione avviene tra marzo e maggio; le uova misurano fra 1 e 1,20 mm. Il dentice è una specie a sessi separati, ma alcuni individui nelle fasi giovanili sono ermafroditi, per poi assumere uno dei due sessi con la maturità.

### Predatori
È riportata in letteratura la predazione da parte della ricciola.

## Pesca
Il dentice è una preda molto ambita dai pescatori sportivi, che lo insidiano con la tecnica della traina sia con esche artificiali che con esche naturali. Per i pescatori subacquei è una preda particolarmante difficile a causa della grande diffidenza.
Commercialmente, invece, viene pescato con i palamiti,  le reti da posta e occasionalmente con le reti a strascico. Tentativi di allevamento in piscicoltura hanno dato risultati incoraggianti, con ottimi tassi di crescita e riproduzione spontanea.
A livello alimentare è considerato una specie molto pregiata. Viene comunemente cucinato alla griglia, ma è buono anche al forno e, se di dimensioni ampie, anche farcito.

## Conservazione
Il dentice è soggetto a un notevole sforzo di pesca in tutto il suo areale. La specie è longeva e a crescita piuttosto lenta, il che la rende sensibile alla sovrapesca e al bycatch, che riguarda soprattutto individui giovanili. Le popolazioni sembrano essere diminuite di circa il 30% negli ultimi 36 anni; nel Mediterraneo il pescato di questa specie si è ridotto del 36% nei primi anni 1990.
Dato che nelle aree marine protette le popolazioni sono molto più abbondanti che al di fuori di esse, non vi è dubbio che la causa della rarefazione sia la sovrapesca. Per questi motivi la IUCN classifica la specie come "vulnerabile".